# Julia Fischerová (houslistka)
Julia Fischerová (nepřechýleně Julia Fischer, * 15. června 1983 Mnichov, Německo) je německá houslistka a klavíristka.

## Životopis
Julia Fischerová se narodila v Mnichově německému otci a slovenské matce. Její rodiče se poznali v Praze. Matka, klavíristka Viera Fischerová (rozená Krenková) pochází z Košic, otec, matematik Frank-Michael Fischer, ze Saska, tehdy Německé demokratické republiky. V roce 1972 emigrovali do Bavorska.
Na housle se začala učit před svými čtvrtými narozeninami, učila se Suzukiho metodou, první lekce houslí absolvovala u Helge Thelena. O několik měsíců později začala s výukou hry na klavír, její první učitelkou byla její matka.
V osmi letech začala studovat na Leopold-Mozart-Zentrum v Augsburgu pod vedením Lydie Dubrovské. V devíti letech byla přijata na Musikhochschule München, kde studovala pod vedením Any Chumachenkové. Ve studiu hry na klavír pokračovala u Ansgara Jankeho.
V roce 1995 obsadila 1. místo na mezinárodní soutěži Yehudi Menuhina.
Prvním velkým dirigentem, se kterým vystoupila jako sólistka, byl Lorin Maazel v roce 1997, když působil v Symfonickém orchestru Bavorského rozhlasu. V roce 2003 debutovala v Carnegie Hall. Pod vedením Lorina Maazela prvně vystoupila v roce 2003 s Newyorským filharmonickým orchestrem, debutovala Sibeliovým houslovým koncertem. V roce 2004 podnikla své první velké turné s Akademií sv. Martina v polích.
Od října 2006 vyučovala na Hochschule für Musik und Darstellende Kunst Frankfurt am Main a stala se tak nejmladší vysokoškolskou profesorkou v Německu. Od října 2011 vyučuje na Hochschule für Musik und Theater München. V roce 2011 založila se svými přáteli Julia Fischer Quartet – Alexander Sitkovetsky (housle), Nils Mönkemeyer (viola) a Benjamin Nyffenegger (violoncello).
Julia Fischerová byla v roce 2006 rezidenční umělkyní Nizozemského filharmonického orchestru (Nederlands Philharmonisch Orkest), v roce 2007 festivalu Festspiele Mecklenburg-Vorpommern, v sezóně 2009/2010 Tonhalle Orchester Zürich, v sezóně 2012/2013 rezidenční umělkyně Konzerthausu Berlin, 2013/2014 Drážďanské filharmonie, 69. ročníku Pražského jara v roce 2014, v sezóně 2014/2015 PRO ARTE Frankfurter Konzertdirektion, v sezóně 2016/2017 LuganoMusica, v sezóně 2017/2018 Vídeňských symfoniků, v sezóně 2020/2021 Orchestra dell'Accademia Nazionale di Santa Cecilia, v sezóně 2021/2022 Londýnského filharmonického orchestru. V sezóně 2022/2023 byla rezidenční umělkyní Sächsische Staatskapelle Dresden.
Dne 8. prosince 2023 odehrála jako sólistka spolu s Královským filharmonickým orchestrem Stockholm Nobelovský koncert, který řídil Esa-Pekka Salonen. Na programu byl Brahmsův houslový koncert D-dur op. 77.
Ve 129. sezóně 2023/2024 byla kurátorkou Cyklu I Českého spolku pro komorní hudbu při České filharmonii a v rámci svého kuratoriátu vystoupila i v recitálovém cyklu. V rámci tohoto působení vystoupila v pražském Rudolfinu ve třech koncertech.
V sezóně 2024 byla rezidenční umělkyní Gstaad Menuhin Festivalu ve švýcarském Gstaadu.
V březnu 2023 převzala spolu s Benjaminem Nyffeneggrem umělecké vedení festivalu Boswiler Sommers ve švýcarském Boswilu, který povedou od roku 2024.
Kromě rodné němčiny hovoří plynně slovensky, anglicky a francouzsky.
Julia Fischerová žije se svým manželem a dvěma dětmi v Gautingu u Mnichova.

## Ceny a vyznamenání
- 1995: 1. místo na mezinárodní soutěži Yehudi Menuhina
- 1996: vítězka Eurovision Song Contest mladých instrumentalistů v Lisabonu
- 1997: Prix d'Espoir
- 1997: Cena za nejlepší sólový výkon festivalu Festspiele Mecklenburg-Vorpommern
- 2000: Cena rádia Deutschlandfunk
- 2005: ECHO Klassik Award za její první CD Ruské houslové koncerty
- 2005: Beethovenův prsten
- 2006: BBC Music Magazine Award 2006 za nejlepší nahrávku sólových sonát a partit za CD od Johanna Sebastiana Bacha
- 2007: The Classic FM Gramophone Awards – Umělec roku
- 2007: ECHO Klassik Award – Instrumentalista roku – za nahrávku Čajkovského houslového koncertu, op. 35[14]
- 2009: MIDEM Classical Award – Instrumentalista roku 2008
- 2015: medaile Nadace Bohuslava Martinů[15]
- 2016: Spolkový záslužný kříž[16]
- 2021: bavorský Maxmiliánův řád pro vědu a umění[17]
- 2022: Kulturní cena města Mnichova
- 2023: Pro Meritis Scientiae et Litterarum[18]
- 2023: Nobelovský koncert[5][6][7]
- 2024: Rheingau Musik Preis[19]

## Nástroje
Od května roku 2004 hraje Julia Fischerová na housle Giovanni Battista Guadagnini, 1742. Od roku 2012 vlastní housle Philipp Augustin, 2011 a od roku 2018 housle Philipp Augustin, 2018, na které hraje na svých vystoupeních pod širým nebem a na vystoupeních, kam je složité převést housle Guadagnini, 1742. Dříve hrála na housle Booth – Antonio Stradivari, 1716 – zapůjčené od Nippon Music Foundation (Japonské hudební nadace). Používá smyčce Benoît Rolland, ale též používá model Heifetz Tourte od vídeňského smyčcaře Thomase Gerbetha pro rané klasické skladby.
V srpnu roku 2010 Julia Fischerová v rozhovoru uvedla: „Hraji na celé housle (4/4) již od svých deseti let. Kvalita mých nástrojů se s časem zlepšovala: Ventapane, Gagliano, a poté Testore, až po Guarneri del Gesù v roce 1998. Nicméně, jsem nebyla spokojená s těmito houslemi a vyměnila jsem je za housle Stradivari z roku 1716 — Booth, vlastněné Japonskou hudební nadací — na které jsem hrála po čtyři roky, a se kterými jsem byla také velmi spokojena. Nicméně, jsem vždy chtěla mít svůj vlastní nástroj. A tak jsem před šesti lety, v Londýně, zakoupila, na radu koncertního mistra Akademie sv. Martina v polích, který je jedním z mých nejlepších přátel, housle Guadagnini, 1742.“

## Diskografie
Na natáčení hudebních CD spolupracovala mj. s dirigentem Jakovem Kreizbergem. Část svých hudebních interpretací zpřístupňuje na webových stránkách svého JF CLUBu.
| Datum vydání | Skladatel Název díla | Účinkující | Vydavatelství Katalogové č.     | Formát              |
| ------------ | --- | --- | ------------------------------- | ------------------- |
| 2002/08      | Brahms - Piano Quartet in G minor, Op. 25 | - Tatjana Masurenko (viola) - Gustav Rivinius (violoncello) - Lars Vogt (klavír) | EMI Classics 5573772            | CD                  |
| 2002/10      | The Four Seasons - Vivaldi | - Academy of St. Martin in the Fields | Opus Arte/BBC OA0895D           | DVD-Video           |
| 2004/08      | Russian Violin Concertos - Khachaturian Violin Concerto in D minor, op. 46 - Prokofiev No. 1 in D major, Op. 19 - Glazunov Violin Concerto in A minor, Op. 82 | - Russian National Orchestra - Yakov Kreizberg (dirigent) | PENTATONE PTC 5186059           | Hybrid SACD         |
| 2005/03      | Bach - Sonatas and Partitas for Solo Violin, BWV 1001–1006 | | PENTATONE PTC 5186072           | Hybrid SACD         |
| 2005/08      | Mozart - Violin Concertos Nos 3 & 4 - Adagio in E major, K. 261 - Rondo in B flat, K. 269 | - Netherlands Chamber Orchestra - Yakov Kreizberg (dirigent) | PENTATONE PTC 5186064           | Hybrid SACD         |
| 2006/06      | Mendelssohn - Piano Trios Nos. 1 & 2 | - Jonathan Gilad (klavír) - Daniel Müller-Schott (violoncello) | PENTATONE PTC 5186085           | Hybrid SACD         |
| 2006/09      | Mozart - Violin Concertos Nos 1, 2 & 5 | - Netherlands Chamber Orchestra - Yakov Kreizberg (dirigent) | PENTATONE PTC 5186094           | Hybrid SACD         |
| 2006/10      | Tchaikovsky - Violin Concerto in D major, Op. 35 - Sérénade mélancolique, Op. 26 - Valse–Scherzo, Op. 34 - Souvenir d'un lieu cher, Op. 42 | - Russian National Orchestra - Yakov Kreizberg (dirigent)/(klavír, Op. 42) | PENTATONE PTC 5186095           | Hybrid SACD         |
| 2007/04      | Brahms - Violin Concerto in D major, Op. 77 - Double Concerto in A minor, Op. 102 | - Netherlands Philharmonic Orchestra - Yakov Kreizberg (dirigent) - Daniel Müller-Schott (violoncello) | PENTATONE PTC 5186066           | Hybrid SACD         |
| 2007/10      | Mozart - Sinfonia concertante for Violin, Viola and Orchestra in E flat, K. 364 - Rondo in C major, K. 373 - Concertone for 2 Violins and Orchestra in C major, K. 190 | - Netherlands Chamber Orchestra - Yakov Kreizberg (dirigent) - Gordan Nikolic (druhé sólové housle, K. 190)/(viola, K. 364)                                                                                           | PENTATONE PTC 5186098           | Hybrid SACD         |
| 2009/01      | Bach - Concert for 2 Violins, Strings and Continuo in D minor, BWV 1043 - Violin Concerto in A minor, BWV 1041 - Violin Concerto in E major, BWV 1042 - Concerto for Violin and Oboe in C-Moll, BWV 1060 | - Academy of St. Martin in the Fields - Alexander Sitkovetsky (druhé sólové housle, BWV 1043) - Andrey Rubtsov (hoboj, BWV 1060)                                                                                      | Decca 478 0650                  | CD                  |
| 2009/08      | Schubert Complete Works for Violin and Piano, Volume 1 - Sonata for Violin and Piano in D major, D. 384 (Op. 137, No. 1) - Sonata for Violin and Piano in A minor, D. 385 (Op. 137, No. 2) - Sonata for Violin and Piano in G minor, D. 408 (Op. 137, No. 3) - Rondo for Violin and Piano in B minor “Rondo Brillant”, D. 895 (Op. 70) | - Martin Helmchen (klavír) | PENTATONE PTC 5186347           | Hybrid SACD         |
| 2010/04      | Schubert Complete Works for Violin and Piano, Volume 2 - Sonata for Violin and Piano in A major, D. 574 (Op. posth. 162) - Fantasy for Violin and Piano in C major, D. 934 (Op. posth. 159) - Fantasy in F minor for Piano duet, D. 940 (Op. posth. 103)                                                                               | - Martin Helmchen (klavír) - Julia Fischer (part prvního klavíru, D. 940) | PENTATONE PTC 5186348           | Hybrid SACD         |
| 2010/10      | Paganini - 24 Caprices for Solo Violin, Op. 1 | | Decca 478 2274                  | CD                  |
| 2010/08      | Saint-Saëns - Violin Concerto No. 3 in B minor, Op. 61 Grieg - Piano Concerto in A minor, Op. 16 | - Junge Deutsche Philharmonie - Matthias Pintscher (dirigent) | Decca 074 3344                  | DVD-Video           |
| 2011/01      | Mozart - The Violin Concertos | Julia Fischer, Gordan Nikolić, Pieter-Jan Belder, Hans Meyer, Herre-Jan Stegenga, Yakov Kreizberg (dirigent), Netherlands Chamber Orchestra                                                                           | PENTATONE PTC 5186453           | Hybrid SACD         |
| 2011/04      | Poème - Respighi Poema autunnale for violin and orchestra, P.146 - Suk Fantasy for violin and orchestra in G minor, Op. 24 - Chausson Poème for violin and orchestra, Op. 25 - Vaughan Williams The Lark Ascending | - Orchestre Philharmonique de Monte-Carlo - Yakov Kreizberg (dirigent) | Decca 478 2684                  | CD                  |
| 2012/03      | In Memoriam Yakov Kreizberg. Works by Antonín Dvořák, Claude Debussy, Richard Wagner, Franz Schmidt, Johann Strauss Jr. | - Netherlands Philharmonic Orchestra - Wiener Symphoniker - Russian National Orchestra - Yakov Kreizberg (dirigent)                                                                                                   | PENTATONE PTC 5186461           | Hybrid SACD         |
| 2013/03      | Dvořák - Violin Concerto in A minor, Op. 53 Bruch - Violin Concerto No. 1 in G minor, Op. 26 | - Tonhalle Orchester Zürich - David Zinman (dirigent) | Decca 478 3544                  | CD                  |
| 2014/02      | Sarasate - Spanische Tänze, op. 26 - Vito - Habanera - Jota aragonesa, op. 27 - Serenata andaluza, op. 28 - El canto del ruiseñor, op. 29 - Spanische Tänze, op. 21, 22, 23 - Malagueña - Habanera - Romanza andaluza - Jota navarra - Playera - Zapateado - Caprice basque, op. 24 - Zigeunerweisen, op. 20                           | - Milana Chernyavska (klavír) | Decca 478 5950                  | CD                  |
| 2014/02      | Creating Timeless Classics Works by Robert Schumann, Peter Ilyich Tchaikovsky, Johann Sebastian Bach, Ludwig van Beethoven, Howard Blake | Martin Helmchen, Arabella Steinbacher, Nareh Arghamanyan, Mari Kodama, Julia Fischer, Russian National Orchestra, Concertgebouw Chamber Orchestra, Academy of St Martin in the Fields, Orchestre de la Suisse Romande | PENTATONE PTC 5186531           | Hybrid SACD         |
| 2014/10      | Schubert - Complete Works for Violin and Piano (re-issue) | Julia Fischer, Martin Helmchen (klavír) | PENTATONE PTC 5186519           | Hybrid SACD         |
| 2015/09      | Julia Fischer at the BBC Proms (21 Jul 2014) - Dvořák Violin Concerto in A minor, Op. 53 - Hindemith Sonata for Solo Violin in G minor op. 11 no. 6: III Finale. Lebhaft | - Tonhalle Orchester Zürich - David Zinman (dirigent) | C Major 732104 / C Major 732008 | Blu-ray / DVD-Video |
| 2016/08      | Duo Sessions - Kodály Duo for Violin and Cello, Op. 7 - Schulhoff Duo for Violin and Cello - Ravel Sonata for Violin and Cello - Halvorsen Passacaglia in G minor on a Theme by George Frideric Handel | - Daniel Müller-Schott (violoncello) | ORFEO International C 902 161 A | CD                  |
| 2016/10      | Russian Violin Concertos (re-release) - Khachaturian Violin Concerto in D minor, op. 46 - Prokofiev No. 1 in D major, Op. 19 - Glazunov Violin Concerto in A minor, Op. 82 | - Russian National Orchestra - Yakov Kreizberg (dirigent) | PENTATONE PTC 5186591           | Hybrid SACD         |
| 2016/10      | Brahms (re-release) - Violin Concerto in D major, Op. 77 - Double Concerto in A minor, Op. 102 | - Netherlands Philharmonic Orchestra - Yakov Kreizberg (dirigent) - Daniel Müller-Schott (violoncello) | PENTATONE PTC 5186592           | Hybrid SACD         |
| 2016/10      | Tchaikovsky (re-release) - Violin Concerto in D major, Op. 35 - Sérénade mélancolique, Op. 26 - Valse–Scherzo, Op. 34 - Souvenir d'un lieu cher, Op. 42 | - Russian National Orchestra - Yakov Kreizberg (dirigent)/(klavír, Op. 42) | PENTATONE PTC 5186610           | Hybrid SACD         |
| 2017/02      | Mendelssohn (re-release) - Piano Trios Nos. 1 & 2 | - Jonathan Gilad (klavír) - Daniel Müller-Schott (violoncello) | PENTATONE PTC 5186609           | Hybrid SACD         |
| 2017/09      | Johann Sebastian Bach (re-release) - Sonatas and Partitas for Solo Violin BWV 1001-1006 | | PENTATONE PTC 5186682           | Hybrid SACD         |

V roce 2017 debutovala na vinylových LP deskách s oceňovanými nahrávkami Bachových Sonát a partit pro sólové housle z roku 2005 (PTC 5186666). Na vinylových LP deskách dále vyšly v roce 2017 oceňované nahrávky z roku 2006 Čajkovského skladeb (PTC 5186728) a v roce 2018 oceňované nahrávky z roku 2004 Russian Violin Concertos (Ruské houslové koncerty, PTC 5186728).
V srpnu roku 2021 vyšly na dvou vinylových LP deskách její nahrávky virtuózních sonát Eugèna Ysaÿeho, které byly původně exkluzivně nahrány pro její JF CLUB. Limitovaná edice byla vydána ve vydavatelství Hänssler Classic (HC20051).
V březnu roku 2025 vyšly v rozšířené verzi na čtyřech vinylových LP deskách opět její nahrávky virtuózních sonát Eugèna Ysaÿeho pod názvem In Ysaÿe's World. Vydání bylo rozšířeno o související skladby Johanna Sebastiana Bacha, Fritze Kreislera, Georgese Enesca, Mathieua Crickbooma a Manuela Quirogy, z nichž Ysaÿe hudebně vycházel. Na klavír ji doprovází Henri Bonamy. Limitovaná edice byla vydána v Hänssler Classic (katalogové číslo HC20061).